# Asterias rubens
A estrela-do-mar-comum (Asterias rubens) é uma espécie de equinodermo asteroideo da família Asteriidae, é o mais comum e familiar das estrelas-do-mar no nordeste do Oceano Atlântico. Possui cinco braços e geralmente cresce para entre 10 e 30 cm de diâmetro, embora os espécimes maiores (de até 52 cm de diâmetro) são conhecidos. A estrela-do-mar-comum é geralmente laranja ou marrom, e às vezes violeta; amostras de águas profundas são pálidos. Pode ser encontrada em substratos rochosos e cascalho onde se alimenta de moluscos e outros bentônicos invertebrados.